# Landolf V de Bénévent
Pour les articles homonymes, voir Landolf.
Landolf V de Bénévent est le 7e prince lombard de Bénévent en 1014 à fin 1033 début 1034.

## Biographie
Landolf V est associé au trône par son père Pandolf II de Bénévent dès 987. En 999, Othon III du Saint-Empire visite le sanctuaire de Saint-Michel-Archange à Mont-Gargano. À son retour à Bénévent, il  signe un diplôme en faveur du monastère de Sainte-Sophie le 11 mars. Sainte-Sophie était la fondation familiale de la lignée des Landolf et était probablement considérée comme une sorte de mausolée dynastique. Pour des raisons inconnues, Othon et les princes de Bénévent se  brouillent en 1000, peut-être à cause des reliques de saint Barthélemy, patron de Bénévent, à qui Otto avait fait récemment construire une nouvelle église sur l'île Tiberina-San Bartolomeo. Selon les Annales de  Bénévent, « Otto rex cum Magno exercitu obsedit Benevento  »: c'est-à-dire le roi Othon avec une grande armée assiège Bénévent. Rien, cependant, n'explique ce siège, à l'exception peut-être de la restitution de certaines reliques (la peau de Barthélemy ?).
En 1003, une rébellion dirigée par un certain Adelfer, comte d'Avellino, évince Landolf V et son père de Bénévent. Les princes ne restent cependant pas exilés longtemps. En 1005, ils sont de nouveau au pouvoir dans leur capitale. Cette révolte est un mauvais présage et afin de se prémunir face à d'autres troubles dans la principauté. Son père Pandolf II associe au trône le propre fils de Lanfolf V; Pandolf III vers 1012. Deux ans plus tard, Pandolf II « l'aîné »  meurt, laissant Landolf V seul prince avec son fils comme corégent. Immédiatement après la mort du vieux prince, les citoyens de Bénévent mènent une révolte contre Landolf V et Pandolf III. La rébellion, contrairement à la précédente menée par Adelfer, ne réussit pas à les chasser du  pouvoir. Cependant, les citoyens les obligent à faire des concessions pour eux-mêmes et l'aristocratie de la ville. Les  Annales  précisent  « facta est communitas prima  »; c'est-à-dire: « la première commune est née ».
Landolf V est ensuite contraint  de faire sa  soumission à l'Empire byzantin, représenté par  le  catepan Basile Boioannes  qui avait construit la ville fortifiée de Troia à proximité. En 1022, Henri II du Saint-Empire rejoint à Bénévent avec ses troupes les deux armées menées par Poppon d'Aquilée et Pilgrim de Cologne  la ville se soumet après un siège rapide. De là, ils marchent sur Troia, mais ne réussissent pas à s'en emparer. Après avoir également fait sa  soumission à l'empereur d'Occident, Landolf V n'est plus évoqué dans les sources  jusqu'à sa mort en septembre 1034 selon le Chonicon Monasterii Beneventani. Il a comme successeur son fils Pandolf III pendant que son autre fils, Dauferius, entre dans les ordres.
Plus encore que le règne de son père, celui de Landolf V confirme le déclin de la principauté de Bénévent. Il est obligé de se soumettre à la fois à Byzance puis à l'empereur Henri II, Bénévent ne peut plus prétendre même  de facto à l'indépendance plus longtemps. En outre, son long règne de 47 ans voit les débuts d'une résurgence de l'autorité byzantine dans les Pouilles et la révolte des Lombards locaux. Bénévent tente de se maintenir dans le camp victorieux et son soutien aux rebelles anti-grecs demeure clandestin. À sa mort, l'ancienne grande principauté s'était réduite territorialement et n'était plus guère constituée que de la cité et de la campagne environnante.

## Postérité
Landolf V épouse Carda, fille de Manson Ier duc d'Amalfi et laisse deux fils :
- Pandolf III de Bénévent ;
- Dauferio, abbé à l'abbaye du Mont-Cassin en 1058, le futur pape Victor III.

## Sources
- (en) Cet article est partiellement ou en totalité issu de l’article de Wikipédia en anglais intitulé « Landulf V of Benevento » (voir la liste des auteurs).
- (en) Landof V prince de Benevento sur le site Medieval Lands.
- (it) Mario Caravale, (ed). Dizionario Biografico degli Italiani: LXIII Labroca – Laterza. Rome, 2004.